# Schöferhof
Schöferhof ist eine Ortschaft in der Gemeinde Gutau im Bezirk Freistadt, Oberösterreich.
Die Ortschaft befindet sich südöstlich von Freistadt, teils im Einzugsgebiet der Waldaist, die auch die Südgrenze des Gemeindegebietes darstellt, und teils im Einzugsgebiet der Feldaist, die etwas weiter westlich des Gemeindegebietes liegt. Am 1. Jänner 2024 zählte die Ortschaft 113 Einwohner.

## Geschichte
Um das Jahr 1395 wurden die zerstreuten Häuser urkundlich erstmals als Schifferhof erwähnt.